# Northrop A-17
El Northrop A-17, un desarrollo del Northrop Gamma 2F, fue un avión de ataque a tierra biplaza y monomotor, construido en 1935 por la Northrop Corporation para el Cuerpo Aéreo del Ejército de los Estados Unidos. El A-17 estaba bien armado, tenía un buen rendimiento, era fiable y de fácil reparación, y fue exportado a varios países.[cita requerida]

## Desarrollo y diseño
El Northrop Gamma 2F era un bombardero ligero, derivado del avión de transporte Northrop Gamma, desarrollado en paralelo con el Northrop Gamma 2C (del cual se construyó sólo un ejemplar), designado como YA-13 y XA-16. El Gamma 2F tenía una cola revisada, cabina cerrada y alerones, en comparación con el Gamma 2C, y fue equipado con un nuevo tren de aterrizaje semirretráctil. El 6 de octubre de 1934, fue enviado al Cuerpo Aéreo del Ejército de los Estados Unidos para ser evaluado y, después de algunas modificaciones, como la instalación de un tren de aterrizaje fijo convencional, fue aceptado por el Cuerpo Aéreo. En 1935 se ordenó un total de 110 aviones con la designación A-17.
El resultante Northrop A-17 fue equipado con alerones perforados y tenía un tren de aterrizaje fijo con carenados parciales. Fue equipado con una bodega de bombas en el fuselaje, que transportaba bombas de fragmentación, así como soportes para bombas externos.
Northrop desarrolló un nuevo tren de aterrizaje, esta vez totalmente retráctil, dando origen a la variante A-17A. Esta versión fue comprada de nuevo por el Cuerpo Aéreo del Ejército, que emitió una orden por 129 aviones. Para cuando estos fueron suministrados, la Northrop Corporation ya había sido absorbida por la Douglas Aircraft Company, y los modelos de exportación fueron conocidos como los Douglas Model 8.

## Historial operacional

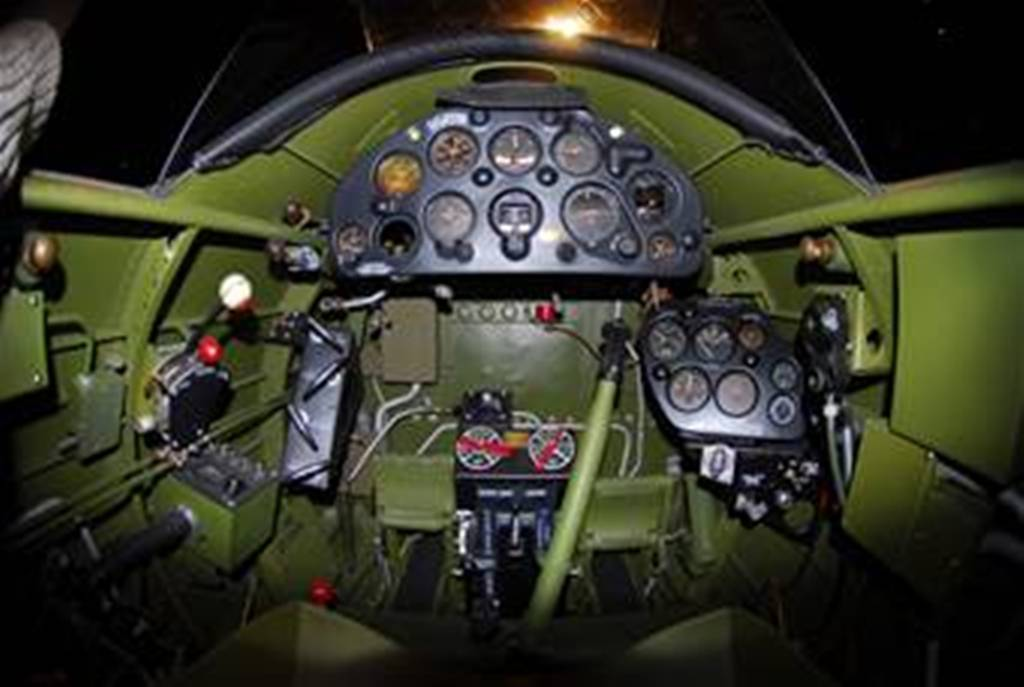
Cabina de un Northrop A-17A.

### Estados Unidos
El Northrop A-17 entró en servicio en febrero de 1936, demostrando ser un avión fiable y popular. Sin embargo, el Cuerpo Aéreo decidió en 1938 que los aviones de ataque a tierra debían ser multimotores, por lo cual el A-17 pasó a ser material sobrante.
A partir del 14 de diciembre de 1941, los A-17 fueron empleados para realizar patrullas costeras por el 59.º Escuadrón de Bombardeo (Ligero) en el extremo del Canal de Panamá que da al Pacífico.
Los últimos A-17, que eran empleados como aviones utilitarios, fueron retirados del servicio en las Fuerzas Aéreas del Ejército de los Estados Unidos en 1944.

### Otros países

#### Argentina
Argentina compró 30 aviones Model 8A-2 en 1937, y los recibió entre febrero y marzo de 1938. Sus números de serie estaban situados entre el 348 y el 377. Estos quedaron en servicio de primera línea hasta que fueron reemplazados por el I.Ae. 24 Calquín, continuando su servicio como entrenadores y aviones de reconocimiento hasta su último vuelo en 1954.

#### Canadá
La Real Fuerza Aérea Canadiense recibió 32 Nomad, que habían sido parte de una orden francesa de 93 aviones. Cuando Francia cayó en 1940, la orden fue tomada por el Reino Unido, que transfirió 32 aviones a Canadá, donde fueron empleados como entrenadores avanzados y remolcadores de blancos, en el marco del Plan de Entrenamiento Aéreo de la Mancomunidad Británica.
Estos aviones tenían números de serie que iban del 3490 al 3521; todos fueron asignados al Mando de Entrenamiento n.º 3 de la RFAC.

#### Irak
Irak compró 15 aviones Model 8A-4 en 1940. Todos fueron destruidos en la guerra anglo-iraquí de 1941.

#### Noruega
Noruega ordenó 36 aviones Model 8A-5N en 1940. Estos no estaban listos en el momento de la invasión alemana de Noruega y fueron desviados a las instalaciones Little Norway (Pequeña Noruega, en inglés) y Camp Norway, ambas instalaciones noruegas de entrenamiento militar en Canadá. Noruega decidió vender a Perú 18 de estos aviones como material excedente, pero fueron embargados por los Estados Unidos, que requisó los aviones y los empleó como entrenadores con la designación de A-33. Noruega vendió a Perú sus aviones restantes en 1943.

#### Países Bajos
Los Países Bajos, con una urgente necesidad de modernos aviones de combate, emitió en 1939 una orden por 18 aviones Model 8A-3N, siendo entregados todos ellos a fines de año. Empleados como cazas, papel para el cual no eran aptos, la mayoría fueron destruidos por ataques de la Luftwaffe el 10 de mayo de 1940, el primer día de la invasión alemana.

#### Perú
Perú ordenó 10 aviones Model 8A-3P, los cuales fueron enviados desde 1938 en adelante. Estos aviones fueron empleados en combate durante la Guerra peruano-ecuatoriana de julio de 1941. Los aviones supervivientes fueron complementados con 13 aviones Model 8A-5 de Noruega (véase arriba), enviados a través de Estados Unidos en 1943 (designados A-33). Estos permanecieron en servicio hasta 1958.

#### Reino Unido
En junio de 1940, 93 aviones retirados del Cuerpo Aéreo del Ejército de los Estados Unidos fueron comprados por Francia y reacondicionados por la Douglas, incluso con motores nuevos. No fueron enviados antes de la caída de Francia y 61 fueron tomados por la Comisión Británica de Adquisiciones para su empleo en la Mancomunidad británica con el nombre de Northrop Nomad Mk I.

#### Sudáfrica
La RAF calificó a los Northrop Nomad Mk I como "obsoletos" y los envió a Sudáfrica para ser empleados como entrenadores, con números de serie del AS440 al AS462, del AS958 al AS976 y del AW420 al AW438.

#### Suecia
El gobierno sueco compró una licencia para producir una versión propulsada por un motor Bristol Mercury, construyendo 63 aviones B 5B y 31 aviones B 5C, desde 1938 hasta 1941. A partir de 1944, fueron reemplazados en el servicio de la Fuerza Aérea Sueca por los Saab 17. La versión sueca fue empleada como bombardero en picado y se le puede ver en este papel en la película Första Divisionen de 1941.

## Variantes

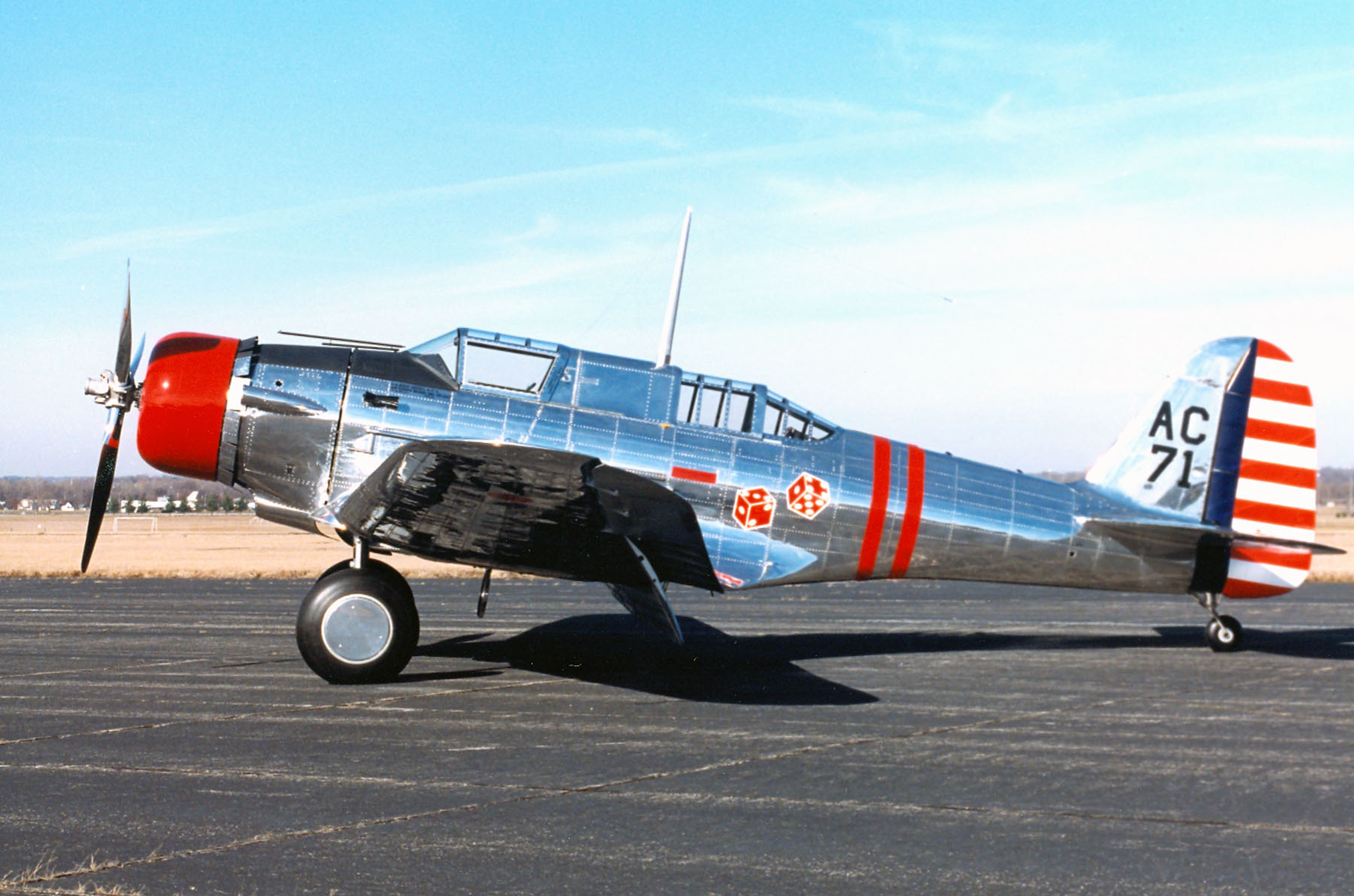
El Northtop A-17A, 36-0207.

A-17
Inicialmente producido para el Cuerpo Aéreo del Ejército de los Estados Unidos. Con tren de aterrizaje fijo y propulsado por un motor Pratt & Whitney R-1535-11 Twin Wasp Jr de 560 kW (750 hp). Se fabricaron 110 unidades.
A-17A
Versión revisada para el Cuerpo Aéreo del Ejército de los Estados Unidos, con tren de aterrizaje retráctil y un motor R-1535-13 de 615 kW (825 hp). Se fabricaron 129 unidades.
A-17AS
Versión triplaza de transporte para oficiales del Cuerpo Aéreo del Ejército de los Estados Unidos. Estaba propulsado por un motor Pratt & Whitney R-1340 Wasp. Se fabricaron 2 unidades.
Model 8A-1
Versión de exportación para Suecia, con tren de aterrizaje fijo. Dos prototipos fabricados por la Douglas (designación sueca B 5A), seguidos por 63 aviones B 5B fabricados bajo licencia (por ASJA) y propulsados por un motor Bristol Mercury XXIV de 686 kW (920 hp); la Saab produjo 31 aviones B 5C similares. La Bristol Aeroplane Company también compró un Model 8A-1 en 1937, que fue modificado para probar su nuevo motor radial Bristol Hercules.
Model 8A-2
Versión para Argentina. Estaba equipado con tren de aterrizaje fijo, una ametralladora en posición ventral y estaba propulsado por un motor Wright R-1820-G3 Cyclone de 626 kW (840 hp). Se fabricaron 30 unidades.
Model 8A-3N
Versión del A-17A para los Países Bajos. Estaba propulsado por un motor Pratt & Whitney R-1830 Twin Wasp de 820 kW (1100 hp). Se fabricaron 18 unidades.
Model 8A-3P
Versión del A-17A para Perú. Estaba propulsado por un motor R-1820-G-103 de 746 kW (1000 hp). Se fabricaron 10 unidades.
Model 8A-4
Versión para Irak, propulsada por un motor R-1820-G-103 de 746 kW (1000 hp). Se fabricaron 15 unidades.
Model 8A-5N
Versión para Noruega, propulsada por un motor R-1820-G-205 de 895 kW (1200 hp). Se fabricaron 36 unidades. Posteriormente fue puesto en servicio con la Fuerza Aérea del Ejército de los Estados Unidos como Douglas A-33.

## Operadores
Argentina
- Fuerza Aérea Argentina

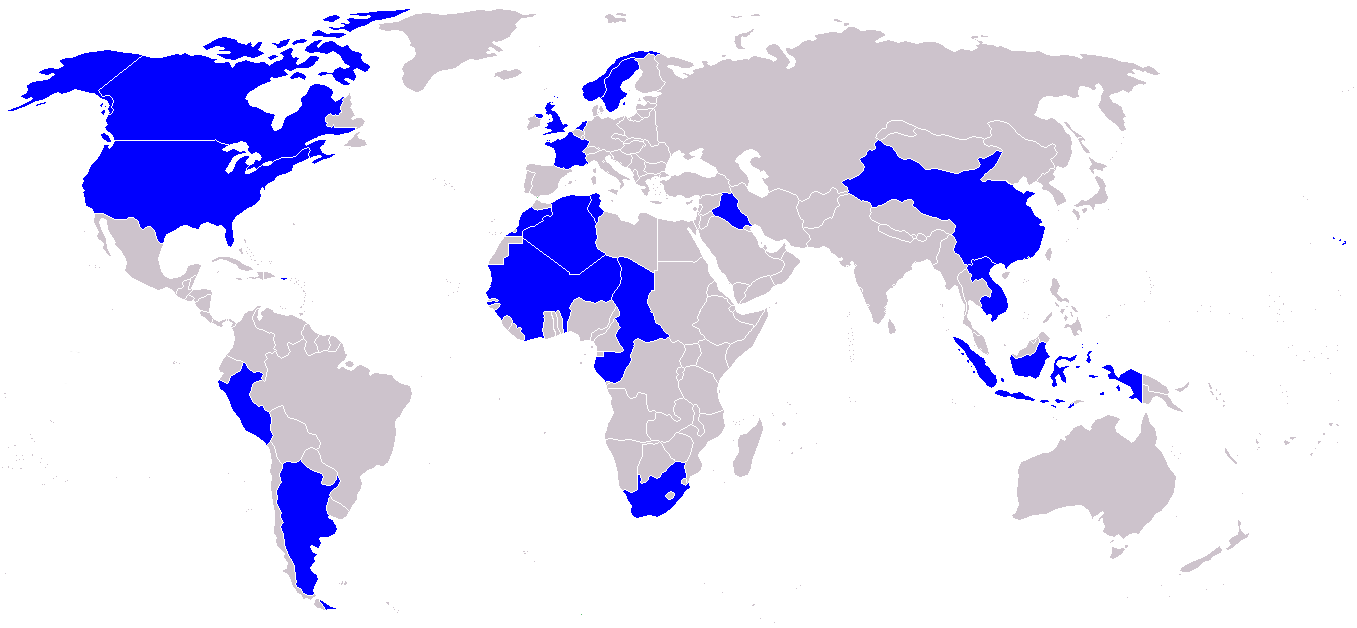
Usuarios del Northrop A-17.

  - Grupo "A" de la Escuela de Aplicación de Aviación,  BAM El Palomar.
  - Regimiento Aéreo N.º 3 de Bombardeo Liviano, BAM El Plumerillo.

 Canadá
- Real Fuerza Aérea Canadiense
  - Mando de Entrenamiento n.º 3.

 Estados Unidos
- Cuerpo Aéreo del Ejército de los Estados Unidos
  - Fuerza Aérea del Cuartel General.
  - 3.er Grupo de Ataque, Campo Barksdale.
  - 17.º Grupo de Ataque, Campo March.
  - 16.º Grupo de Persecución, Campo Albrook.
    - 74.º Escuadrón de Ataque.

 Irak
 Noruega
- Unidad de Entrenamiento noruega[13]

 Países Bajos
- Luchtvaartafdeeling

 Perú
 Sudáfrica
 Suecia
- Fuerza Aérea Sueca

## Supervivientes

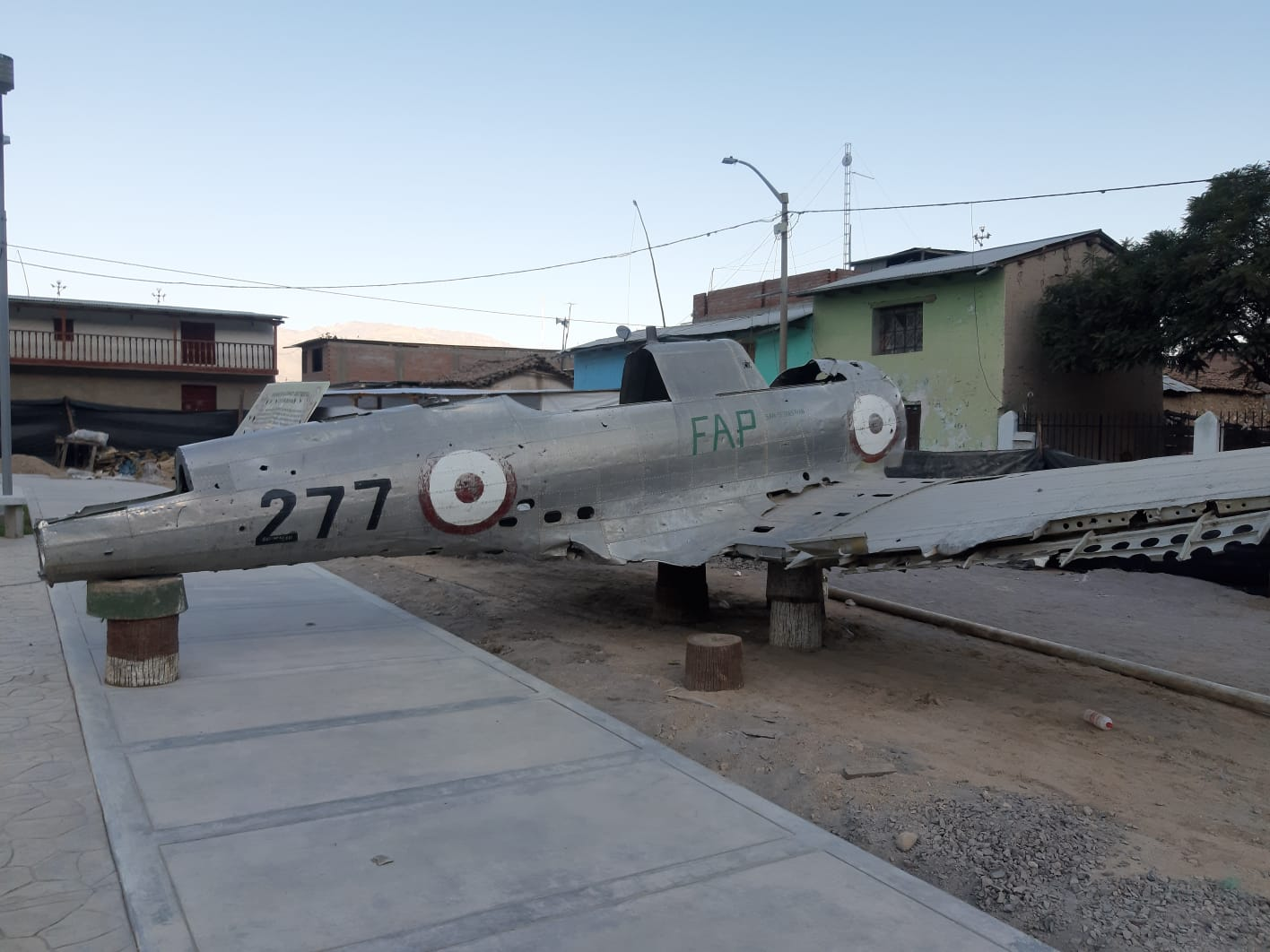
Restos del 8A-3P FAP-277 en San Sebastián de Sacraca.

- Un Northrop A-17A, con número de serie del Ejército de los Estados Unidos 36-0207, ex 3.er Grupo de Ataque (Camp Barksdale), expuesto en el Museo Nacional de la Fuerza Aérea de Estados Unidos de la Base Aérea Wright-Patterson en Dayton (Ohio).[19]
- Un 8A-3P con número de serie 4??, ex 31.er Escuadrón de Ataque y Reconocimiento. Expuesto en el Museo de la Fuerza Aérea del Perú, en la Base aérea Las Palmas.[20][21]
- Un 8A-3P con número de serie 415, matrícula FAP-277, accidentado el 12 de enero de 1957 en San Sebastián de Sacraca, Ayacucho, Perú. Preservado como monumento en la Plaza de Armas de esa localidad en el estado en que quedó luego de un aterrizaje forzoso.[22]
- Un Nomad con número de serie de la RCAF 3521, ex A-17A. Estrellado en el Lago Muskoka, Ontario, el 13 de diciembre de 1940; el pecio fue hallado en julio de 2010. Se recuperaron los restos de la tripulación; el rescate y la recuperación del avión por la RCAF estaba en proyecto hacia septiembre de 2013.[23]

## Especificaciones (A-17)
Referencia datos: McDonnell Douglas Aircraft since 1920

### Características generales
- Tripulación: Dos (piloto y artillero)
- Longitud: 9,7 m (31,7 ft)
- Envergadura: 14,5 m (47,7 ft)
- Altura: 3,6 m (11,9 ft)
- Superficie alar: 33,7 m² (362,8 ft²)
- Peso vacío: 2211 kg (4873 lb)
- Peso cargado: 3328 kg (7334,9 lb)
- Planta motriz: 1× motor radial de 14 cilindros en doble fila refrigerado por aire Pratt & Whitney R-1535 Twin Wasp Junior.
  - Potencia: 750 kW (1034 HP; 1020 CV)

### Rendimiento
- Velocidad máxima operativa (Vno): 332 km/h (206 MPH; 179 kt)
- Velocidad crucero (Vc): 274 km/h (170 MPH; 148 kt)
- Alcance: 1046 km (565 nmi; 650 mi)
- Techo de vuelo: 5915 m (19 406 ft)
- Régimen de ascenso: 6,9 m/s (1358 ft/min)

### Armamento
- Ametralladoras: 

  - 4x Browning M1919 de 7,62 mm disparando hacia adelante
  - 1x ametralladora de 7,62 mm sobre afuste flexible en la parte posterior de la cabina
- Bombas: Bodega de bombas interna y soportes externos en las alas (con una carga total de 544 kg)

## Aeronaves relacionadas

### Desarrollos relacionados
- Northrop Gamma
- Northrop YA-13
- Northrop BT
- Douglas A-33

### Aeronaves similares
- Blackburn B-24 Skua
- Fairey Battle

### Secuencias de designación
- Secuencia A-_ (Aviones de Ataque del USAAS/USAAC/USAAF/USAF, 1924-1962): ← XA-14 - XA-15 - XA-16 - A-17 - A-18 - A-19 - A-20 →